# Lac Kukkarahalli
Le lac de Kukkarahalli, au cœur de la ville de Mysore, est un réservoir d'irrigation destiné à 4 000 ha de terres, devenu depuis corridor vert. Il est aujourd'hui au milieu de trois centres de recherche : celui de l’Université de Mysore (Manasgangotri), celui de Kalamandir (Rangyana) et l'Institut de Recherche des Techniques Agroalimentaires (CFTRI, de l'autre côté de la route d'Hunsur). Mummadi Krishnaraja Wodeyar (1794–1868), maharadjah de Mysore, a fait creuser ce lac en-dehors de la ville en 1864 pour l'irrigation. Le lac eut de fait pour les habitants de Mysore une fonction de réservoir d'eau potable pendant des décennies, mais les rejets clandestins, les empiétements et les soutirages ont provoqué son eutrophisation. L’université de Mysore et les associations de Mysore s'efforcent de remédier à cette situation,.

## Accès
Le lac se trouve dans Mysore intra muros. La gare de Mysore est à 3 km de là. Un chemin de 4,5 km, ponctué de bancs en pierre, fait le tour des rives du lac.

## Hydrologie
Le lac draine un bassin versant de plus de 414 km2 et s'étend sur plus de 62 ha selon la figure d'un J. La rigole d'alimentation de Dewan Poornaiah, longue de 27 km, irrigue Hinkal, Bogadi, Kudremala et la chute de Manasagangotri. La profondeur maximum est de 5 m. La retenue est assurée par un mur-poids courant selon un axe est-ouest. Les fonds du lacs sont tapissés d'une alternance de sables limoneux et d'argile limoneuse. Le long du littoral nord, un épi temporaire retient l'écoulement des eaux grises vers le lac.

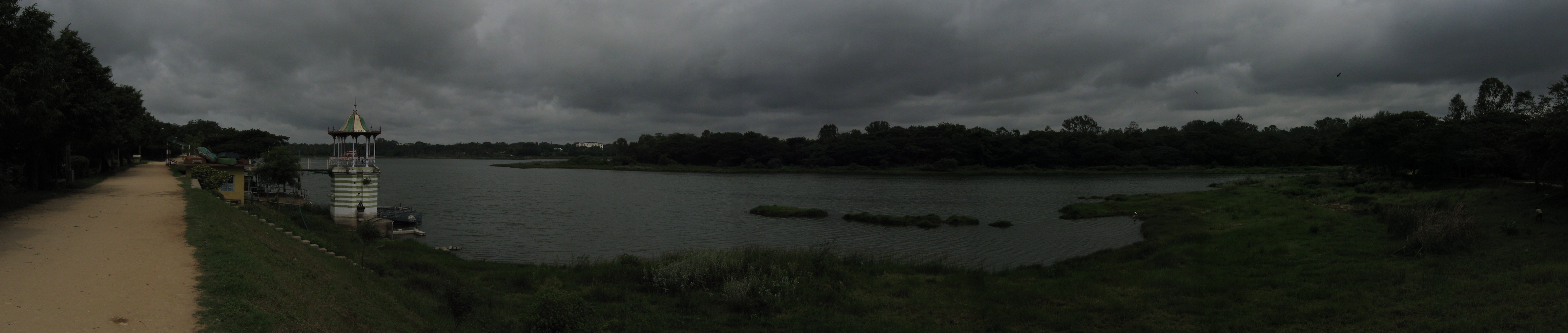
Panorama sur le lac de Kukkarahalli à Mysore.

Le niveau des plus hautes eaux est de 755,73 m.

## Qualité de l'eau
Les paramètres physico-chimiques et biochimiques du lac ont été suivis entre 1981 et 2001 : l'étude a confirmé une détérioration nécessitant un plan de restauration : concentration élevée en polluants chimiques, faible concentration en plancton total (43%). L’activité des polluants chimiques et biochimiques stimule la production de polluants organiques, en hausse de 53,19%. La décomposition des algues participe à la concentration en contaminants biochimique. Les eaux du lac présentent une forte concentration en électrolytes, phosphates et composés azotés (ammoniates et nitrates) avec abondance de plancton, une faible concentration en oxygène dissous, qui tous concourent à l'eutrophisation. La toxicité de l'eau est démontrée par le degré de contamination fécale : présence de diverses formes de salmonelles, Proteus, Citrobacter et des traces de Klebsiella. La répartition des formes planctoniques, pour la décennie qui s'est achevée en 2001, tout comme les prélèvements d'eau du lac avec les concentrations en Chlorococcales, Desmides, diatomées, algues bleues-vertes et Euglénoïdes, ou les indicateurs biologiques, donnés dans la table ci-après, révèlent l’eutrophisation du lac. Les chiffres donnent la concentration en micro-organismes par litre.
| Paramètres           | Lac de Kukkarahalli |         |         |
| Année / groupe       | 1981                | 1991    | 2001    |
| -------------------- | ------------------- | ------- | ------- |
| Chlorococcales       | 35,3251             | 54,2210 | 43,8342 |
| Desmides             | 150                 | Nil     | 7       |
| Diatomées            | 5,822               | 5,132   | 6,173   |
| Algues bleues-vertes | 24,325              | 23,420  | 20,719  |
| Euglénoïdes          | 8,321               | 3,251   | 6,577   |
| Dinoflagellées       | 210                 | 622     | 174     |

## L'avifaune

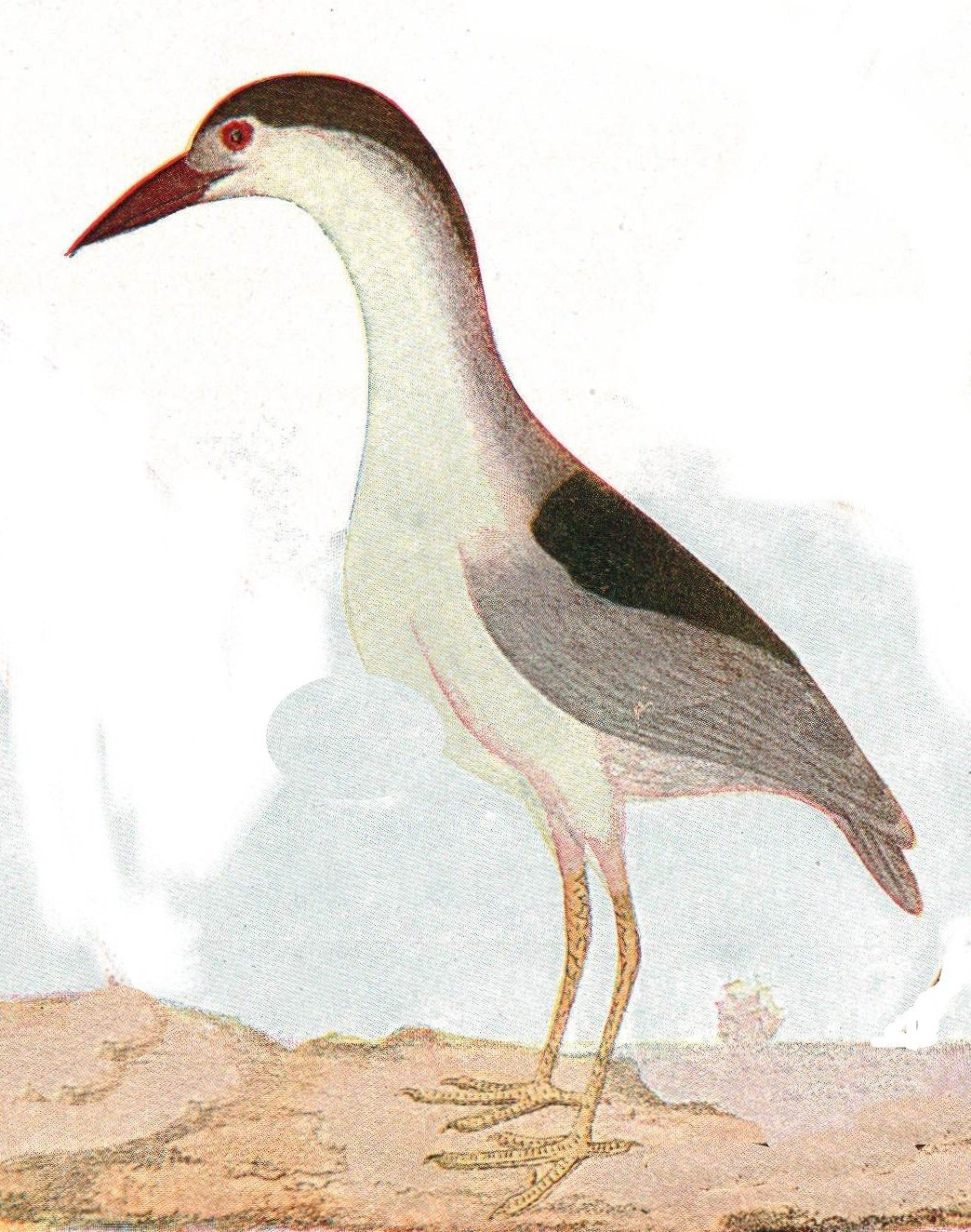
Un bihoreau.

Le lac était autrefois un rendez-vous réputé pour l'observation ornithologique. Selon les naturalistes, près de 176 espèces d'oiseaux (dont un grand nombre de migrateurs, certains venant de Sibérie) se rendent sur ce lac l'hiver à raison de 10 000 à 15 000 sujets. La Mysore Amateur Naturalists (MAN) Association pratiquait activement l'observation ornithologique autour du lac ; mais au début des années 2000, l'eutrophisation des eaux du lac (aujourd'hui renaturées) a entraîné une baisse dramatique du nombre d'oiseaux se rendant sur le lac ; il n'y a plus, depuis 2015, que 2 000 sujets qui se reproduisent sur l'île. Les espèces d'oiseaux encore présentes (photos ci-dessous) sont le Pélican à bec tacheté, le Cormoran de Vieillot, le Tantale indiens, les becs-ouverts, les Spatules blanches, les bihoreaux gris et les Anhingas roux. BirdLife International a inscrit le lac de Kukkarahalli sur la liste des 38 ZICO de l'état du Karnataka.

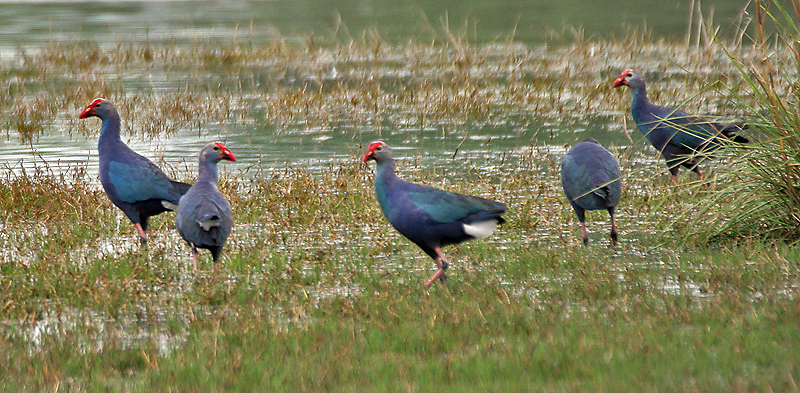
Porphyrio indicus
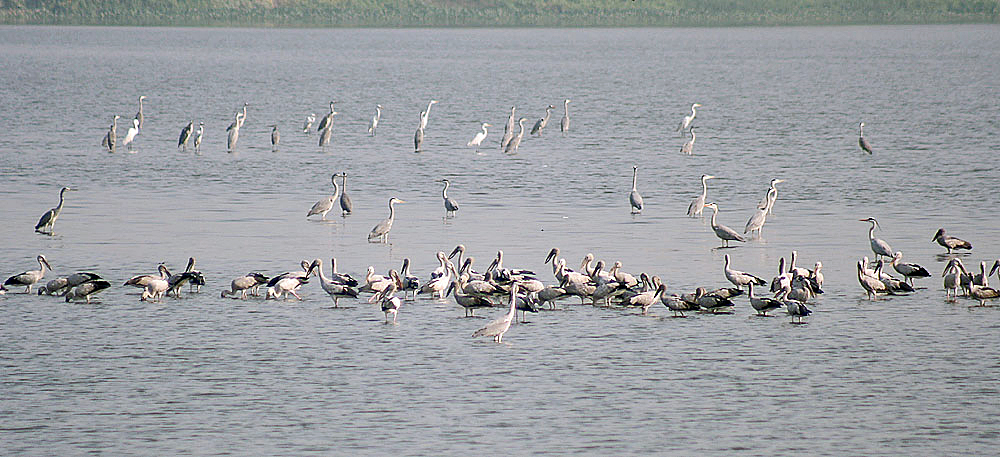
Bec-ouvert indien
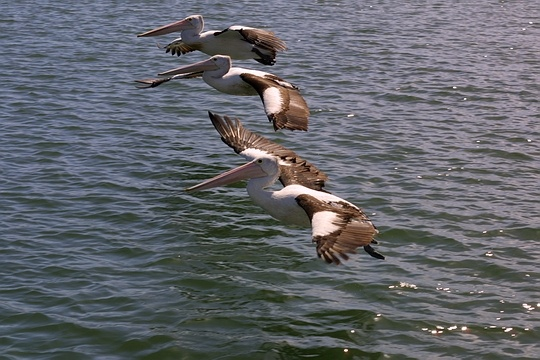
Trois pélicans
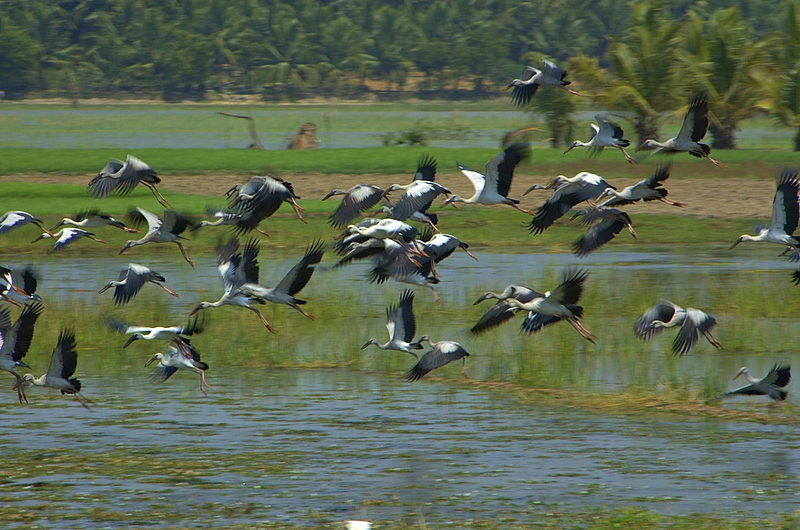
Becs-ouverts
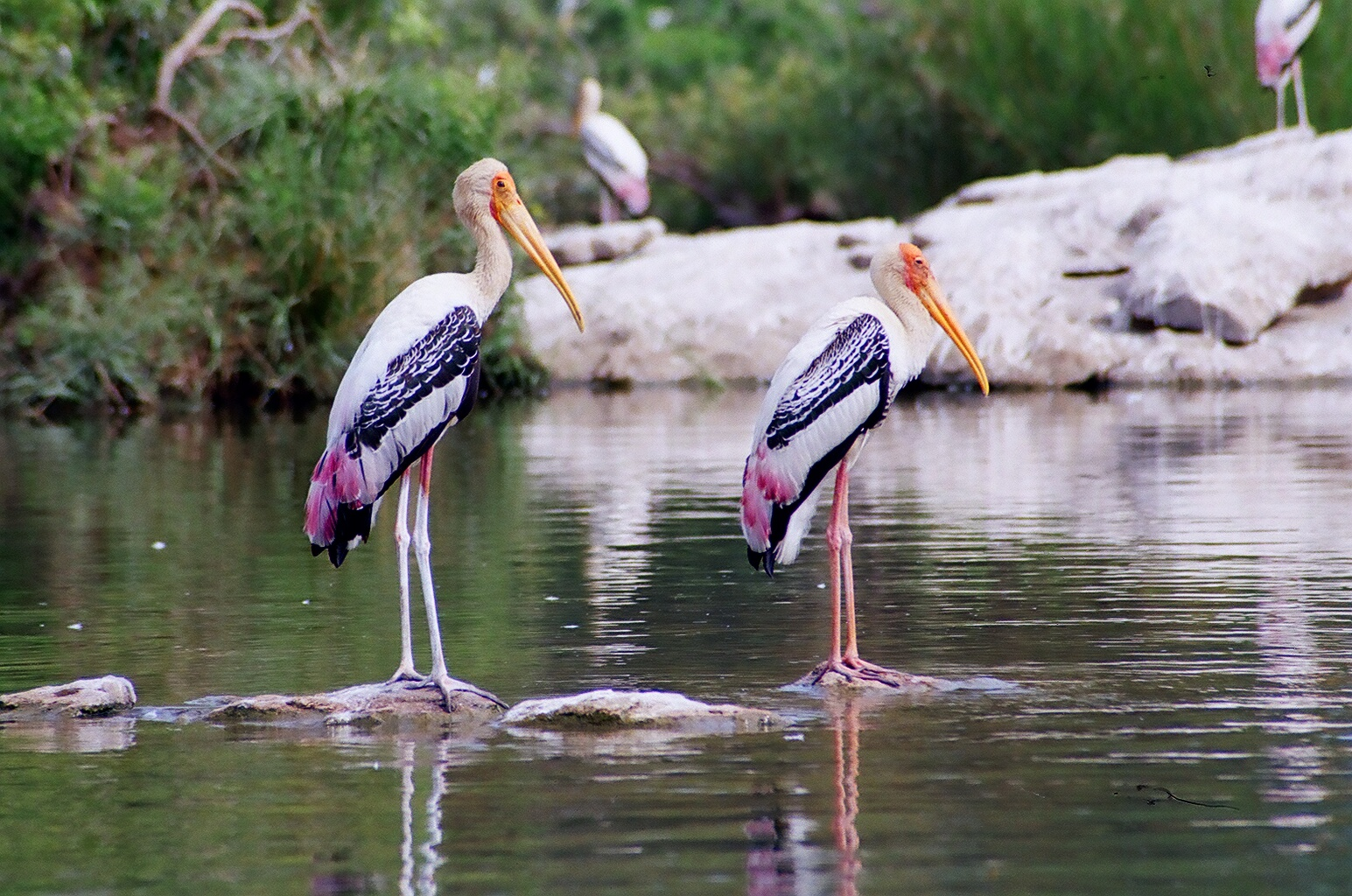
Tantale indien
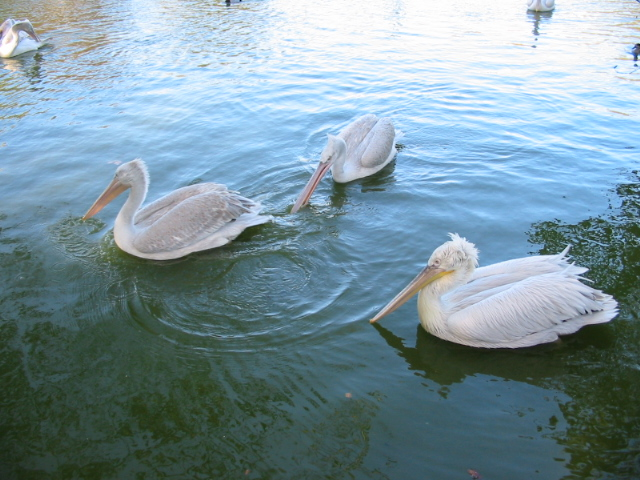
Pélicans
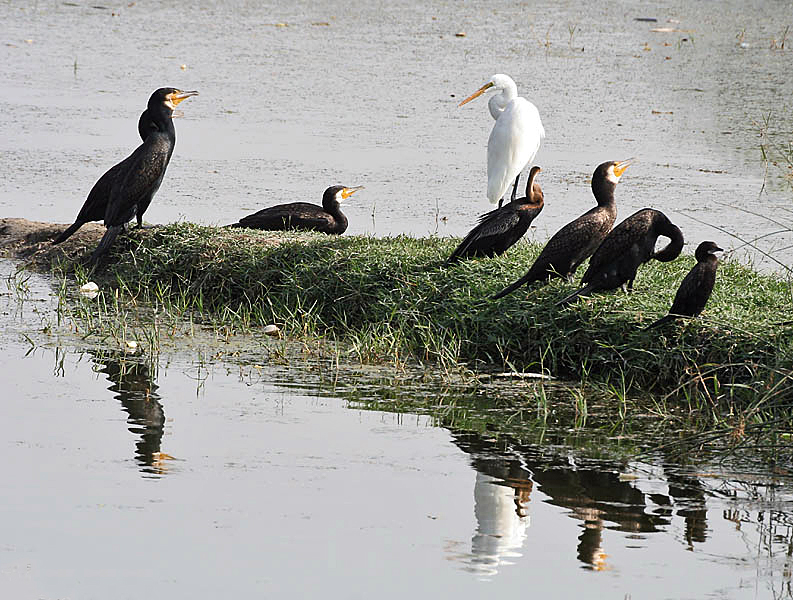
Cormorans (Phalacrocorax carbo)
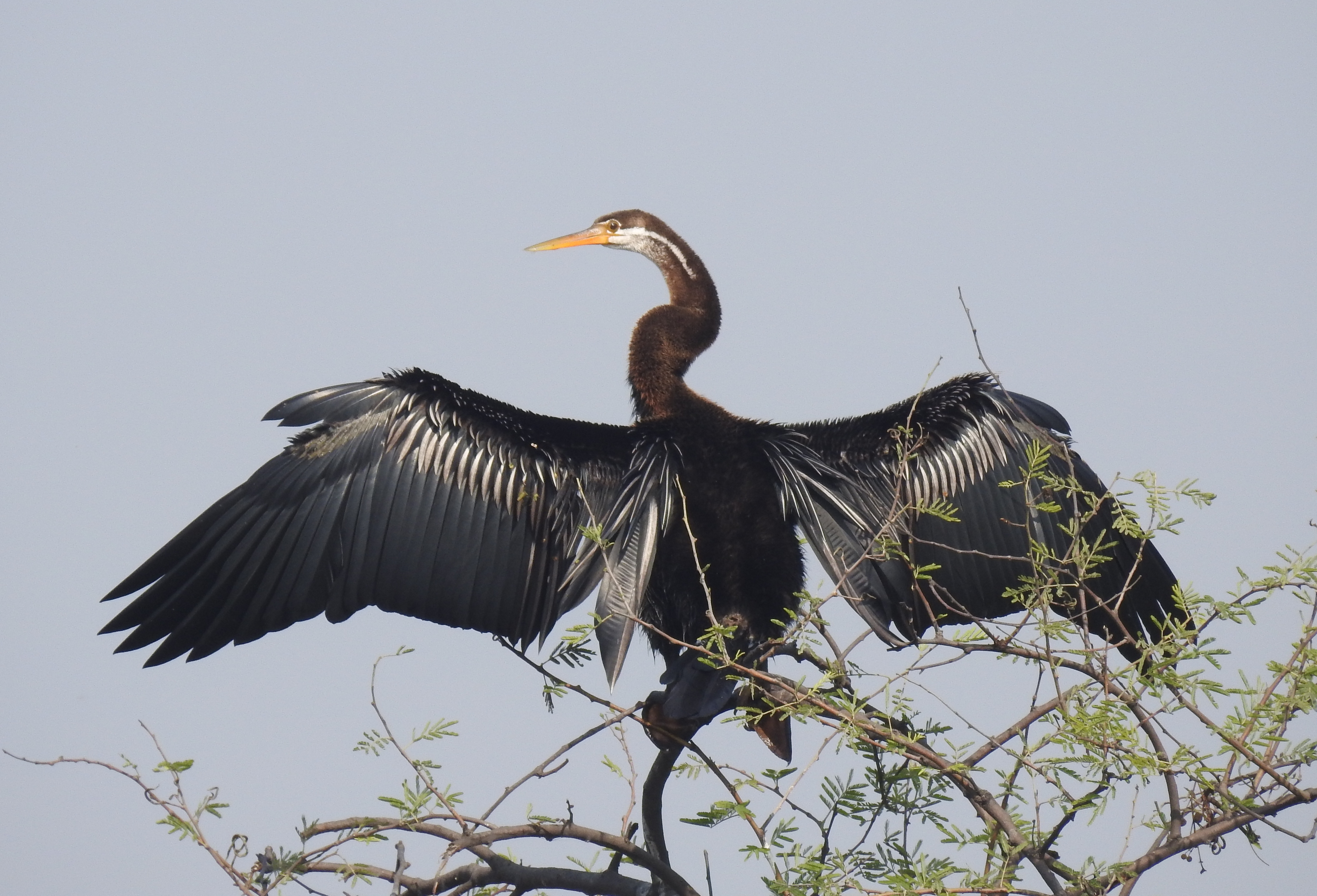
Anhinga roux

## Mesures de renaturation

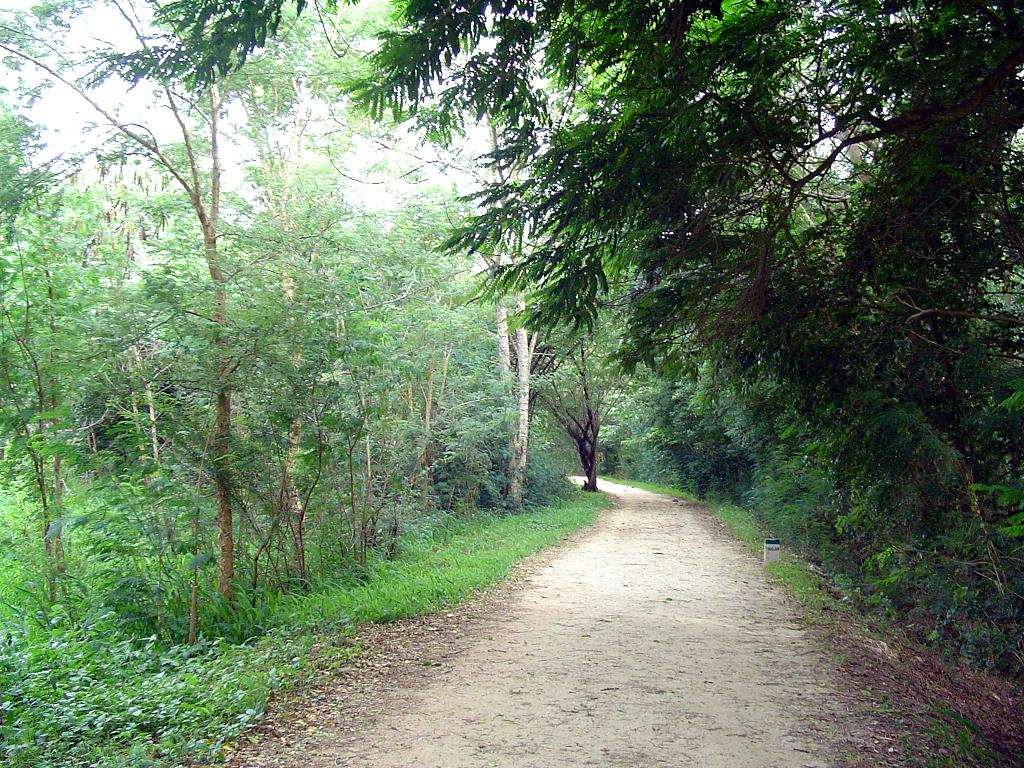
Chemin de promenade autour du lac de Kukkarahally.

Au cours de l'année 2003–2004, Karnataka Urban Infrastructure Development Corporation (KUIDFC), l'Université de Mysore (qui gère ce lac) et des associations locales ont, grâce à un financement d'environ 200 000 dollars de l'Asian Development Bank, mené les travaux de restauration du lac. Les mesures prises pour réduire efficacement les apports de polluants et les jets d'ordure dans l’écosystème lacustre :
- Épaississement du barrage au sud,

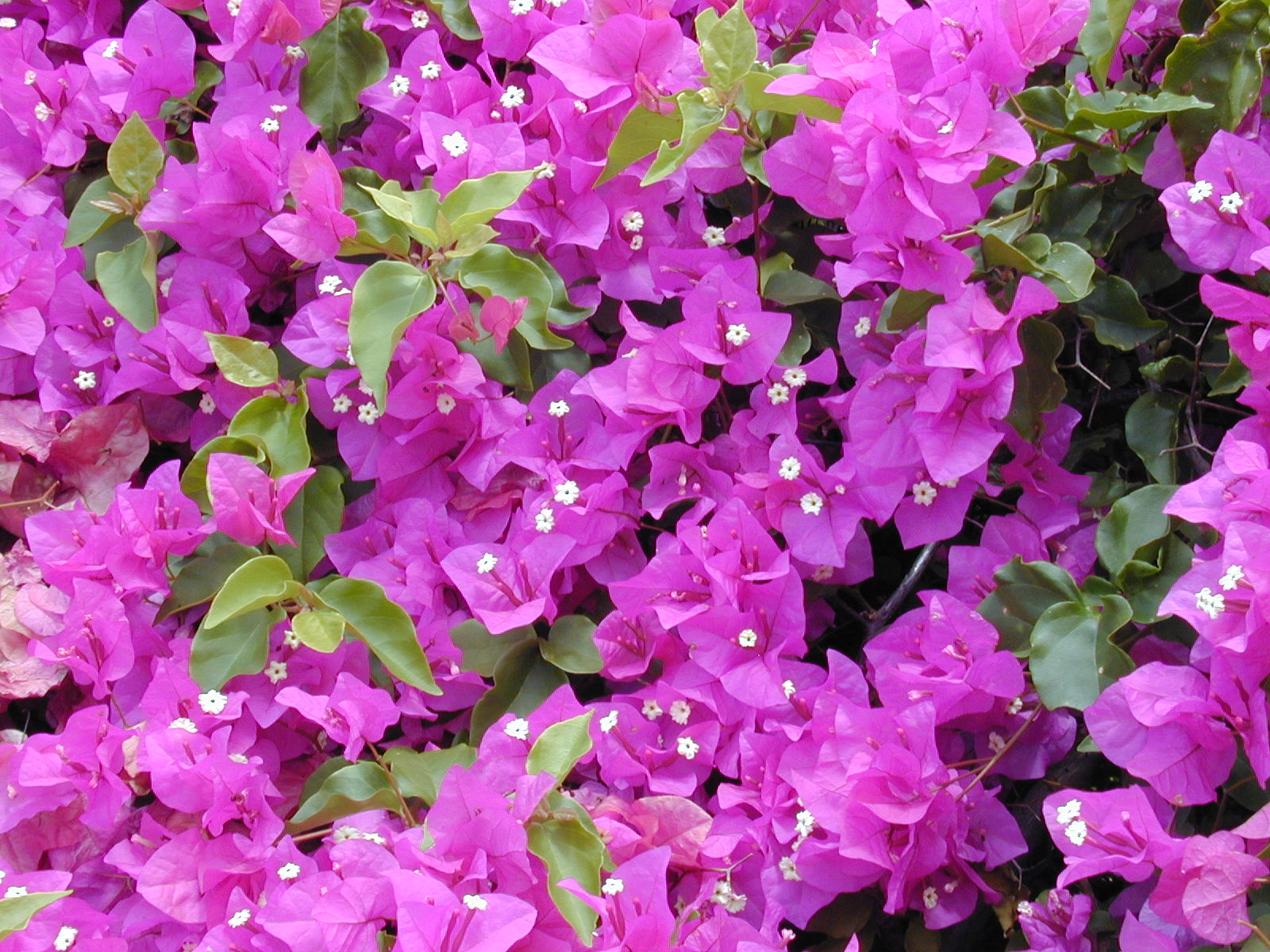
Bougainvillées

- Élargissement du chemin de promenade le long des berges ouest, rénovation du chemin au nord et à l'est
- bancs en pierre ombragés (par des massifs de bougainvillée) pour les promeneurs.
- Plantation d'une haie arbustive tout autour du lac
- Réparation de la tour d'observation en charpente métallique (sur le lac) à 35 m au large des berges
- Éclairage public le long du barrage.
- Récolte des eaux de pluie pour améliorer la qualité et la quantité des apports
- Apports d'eau douce par retraitement des eaux d’égout
- Techniques d'aération de l'eau
- Enlèvement des algues
- Désenvasement et nettoyage de la rigole
- Interdiction de faire baigner des idoles pendant les fêtes religieuses
- Interdiction de jet de déchets médicaux dans le lac
- Surveillance renforcée pour réduire la fréquentation hors des heures de promenade
- Pratique de l'aquaculture
- Souscription pour la copropriété des terrains, avec l'idée de responsibiliser les riverains.